# Eugenio Gara
Eugenio Gara (Genova, 6 luglio 1888 – Milano, 6 agosto 1985) è stato un giornalista, scrittore e critico musicale italiano.

## Biografia
Nacque a Genova da Luigi e da Maria Lardera. Grazie alle sue attitudini alla scrittura, dopo aver composto una raccolta di versi dal titolo La canzone del salice (Napoli, 1910), scrisse il romanzo I conquistatori (Milano, 1925) e successivamente pubblicò l'antologia di racconti  Narra il nostromo, storie e leggende marinaresche (Milano, 1910) scritta a quattro mani con la moglie, la nota scrittrice Milly Dandolo (Milano 1895-1946) dalla quale ebbe un figlio, Giuliano.
Su incarico dell’Editore Rizzoli diresse (1939-1942) il quindicinale Novella, un periodico di novelle e racconti. 
In questo periodo fu molto amico dello scrittore Giorgio Scerbanenco che, dopo la parentesi bellica, gli succedette nella direzione della medesima rivista. 
Collaborò con Bertoldo, un settimanale di umorismo e satira pubblicato a Milano dall'Editore Rizzoli e diretto da Cesare Zavattini, sul quale pubblicò articoli con lo pseudonimo di "Bardolfo", il nome di uno dei servi di "Falstaff"  nell’omonima opera di Verdi.
Tradusse dal francese il volume Una vita romantica: Berlioz di Adolphe Boschot pubblicato a Milano nel 1945.
Sempre nel 1945 pubblicò, in collaborazione con F. Piazzi, un volumetto intitolato Serata all’osteria della scapigliatura mirante a rievocare in stile "scapigliato" trent'anni di vita artistica milanese.
In forza delle sue assidue frequentazioni nel mondo della musica e del canto lirico, il nucleo prevalente dei suoi interessi furono gli studi musicologici e la sempre maggiore attenzione che egli dedicò alla vocalità ed ai suoi interpreti.  Molti suoi saggi apparvero nel tempo su vari periodici:  La lettura (1936-1944), Scena illustrata (1939-1942), Musica d'oggi, Oggi (1945-1949), L'Europeo (1956-1964) ed infine, per vari anni seppur saltuariamente, su Illustrazione Italiana.
Dal 1947 al 1963 ricoprì l'incarico di critico musicale del Corriere della Sera e contemporaneamente collaborò con il settimanale Candido diretto da Giovannino Guareschi (1952-1959).
Nel 1947 scrisse Caruso, storia di un emigrante un libro considerato la prima biografia seria e documentata del grande cantante napoletano.  
Del 1952 è un suo saggio, apparso sulla rivista La Scala, avente per oggetto le doti virtuosistiche di Giuseppina Grassini, un contralto vissuto a cavallo fra ‘700 e ‘800. 
Nel 1957 pubblicò il fortunato saggio critico-biografico Maria Callas considerato da molti un’opera preziosa per la  “… ricostruzione biografica della celebre cantante...”  per la quale Eugenio Gara, assieme a Rodolfo Celletti, contribuì a lanciare la definizione di "... soprano drammatico di agilità", quasi un ossimoro. 
Nel 1958, presso l’Editore Ricordi, avviene la pubblicazione del suo importante volume Carteggi Pucciniani, un caposaldo per la conoscenza del grande compositore lucchese.
 
Si ricorda infine Cantarono alla Scala del 1976, un volumetto che ha avuto molto ristampe.
Morì a Milano il 6 agosto 1985, riposa accanto alla moglie Milly al Cimitero Monumentale di Milano..
Nel 1996 uscì postumo Orfeo Minore, viaggio nel mondo dell’opera, una antologia di suoi saggi scelti (1910-1974), a cura dell'editore Azzali di Parma.
Vittorio Emiliani, nel suo libro Orfani e Bastardi, lo definì  "...un grande "vociologo" dall'orecchio assoluto..." 

## Opere
- Eugenio Gara, La canzone del Salice, poesie, Napoli, 1910.
- Eugenio Gara, I conquistatori, Milano, Alpes, 1925.
- Eugenio Gara e Milly Dandolo, Narra il Nostromo, storie e leggende marinaresche, Torino, SEI, 1926.
- Eugenio Gara, Caruso, storia di un emigrante, Milano, Rizzoli Editore, 1941.
- Eugenio Gara, Serata all'osteria della scapigliatura, Trent'anni di vita artistica milanese attraverso le confessioni e i ricordi dei contemporanei, a cura di F. Piazzi, Milano, 1945.
- Eugenio Gara, I cantanti di mezzo secolo, cinquant'anni di opera e balletto in Italia, Roma, Bestetti, 1954.
- Eugenio Gara, Carteggi pucciniani, Milano, Ricordi, 1958.
- Eugenio Gara, Maria Callas, Milano, Rizzoli Editore, 1958.
- Eugenio Gara, Il ballo in maschera.Il cammino dell'opera in un secolo di interpretazioni, Parma, Istituto di Studi verdiani, 1960.
- Eugenio Gara, Cantarono alla Scala, Milano, Electa-Mondadori, 1976.
- Eugenio Gara, Orfeo Minore, saggi musicali dal 1910 al 1974, Parma, Edizioni Azzali, 1996, ISBN 8815015345.